# 拓跋齊
拓跋齊（?—?），鲜卑名阿齐，追尊魏烈帝拓跋翳槐玄孫，北魏宗室、官员。

## 生平
拓跋齊年少時才能出眾，魁悟高大，太武帝拓跋燾欣賞他勇敢強壯，就留他在身邊侍衞自己。始光四年（427年），拓跋齊跟從太武帝進攻夏都統萬城，當時太武帝佯退引誘夏帝赫連昌追擊，但途中太武帝的馬絆倒，遂令夏軍逼近墮馬的太武帝，拓跋齊以身體掩護太武帝，力抗夏軍，成功逼退對方，讓太武帝得以上馬，這一天拓跋齊亦屢救太武帝於危險之中。魏軍大敗赫連昌的軍隊，赫連昌趕不及入城，只有逃到上邽，太武帝想微服入城，拓跋齊諫阻不成，只好與數人跟從太武帝入城。城內的士兵發現有人潛入，於是將城門都關閉了。太武帝等人於是潛入宮殿內，找到了一些婦女裙子，將它們繫在槊上，太武帝就用這個爬上牆，勉強逃出城。此時魏軍攻下統萬城，拓跋齊亦獲賜爵浮陽侯。延和元年（432年）七月，北魏太武帝親自带兵征討北燕的和龍。八月甲戌（432年9月12日），燕昭成帝冯弘命令数万人出城挑战，昌黎公拓跋丘和河间公拓跋齐击败了燕军，燕军死了一万多人，拓跋齐以軍功拜為尚書，進爵為浮陽公。
太延元年（435）十一月，魏太武帝东巡冀州和定州，十二月取五回道返回平城，经定州中山郡，进入徐水河谷。魏太武帝即兴在猫儿岩下演示射术，射出的箭越过猫儿岩有三百多步，魏太武帝命令随从擅于射箭的将士数百人都去射箭，拓跋齐也作为魏军中箭术出众的代表射箭，但没有超过魏太武帝的射程。拓跋齐在之后修造的《太武帝东巡碑》题名中称之为“前军将军、浮阳侯阿齐”。
太延六年（440年）四月，拓跋齐和新兴王拓跋俊参与讨伐反叛的秃发保周，因事被定罪免除官职和爵位。
太平真君三年（442年），南朝宋將領裴方明攻陷仇池，太武帝復授拓跋齊為前將軍，與建興公古弼等人率领两万军队进攻仇池，太平真君四年（443年），刘宋秦州刺史胡崇之战败，北魏攻克仇池，威振羌氐。復賜爵河間公。太平真君四年（443年），時拓跋齊與武都王楊保宗皆鎮駱谷。當時楊保宗的弟弟楊文德說服楊保宗叛魏閉險自固，秦州主簿邊因知道並密告拓跋齊。拓跋齊晨早拜會楊保宗，對他說：「古弼來了，有詔令宣布。」楊保宗出迎，拓跋齊即命左右扶楊保宗上馬，馳驛送到平城。諸氐遂推楊文德為主，並向南朝宋。劉義隆遣大將房亮之、苻昭、啖龍等率眾助楊文德。拓跋齊出擊斬殺啖龍，擒下房亮之，平定了當地。以軍功拜內都大官。逝世後，諡號敬。

## 子女
- 拓跋陵，北魏河間公
- 拓跋蘭，武川鎮將，建陽子

## 延伸阅读
[在维基数据编辑]
 《魏書·卷14》，出自魏收《魏书》